# Manso (Alta Córsega)
Manso é uma comuna francesa de 106 habitantes, situado no departamento da Alta Córsega, na ilha da Córsega.

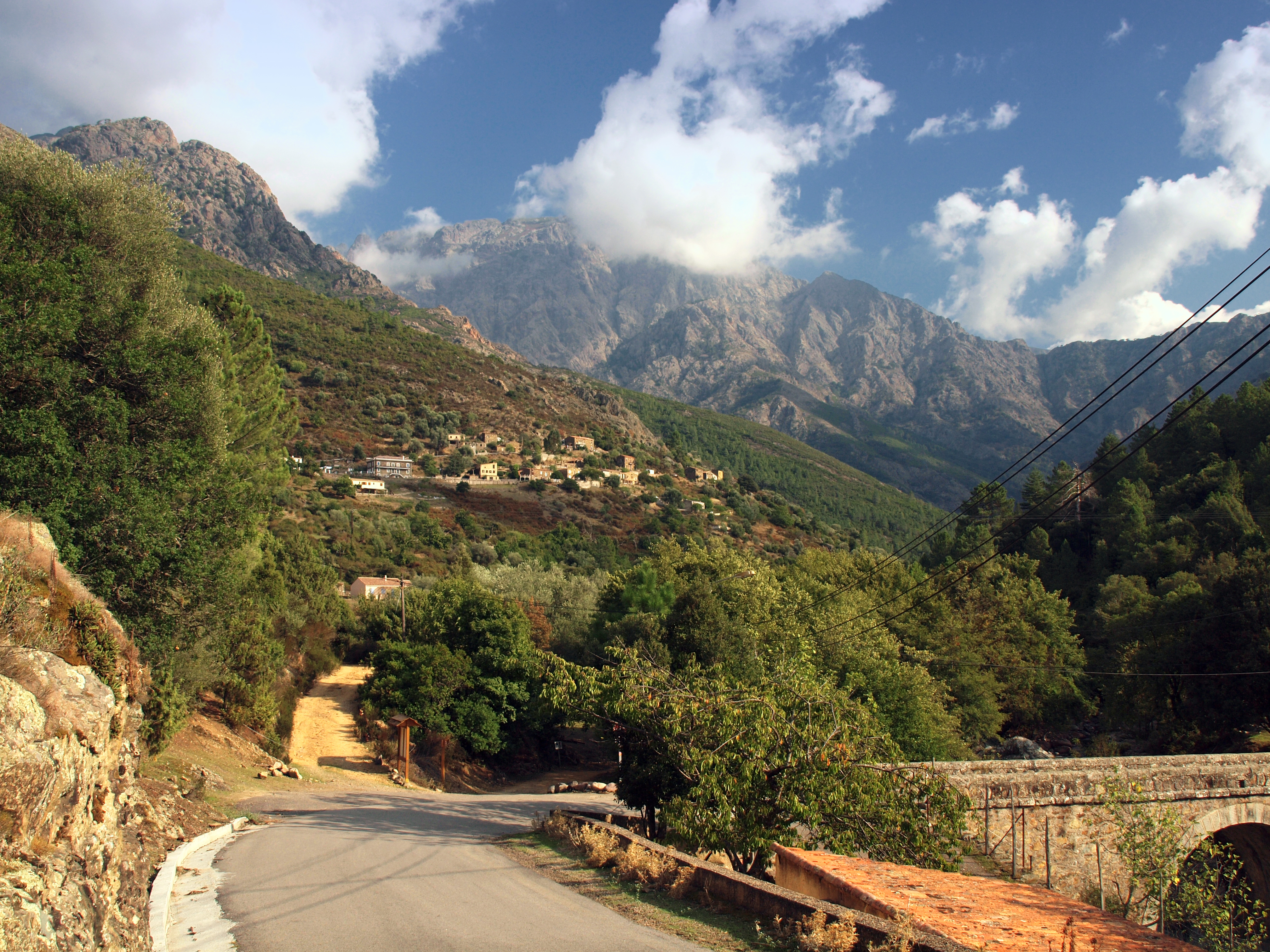
Brasão de Manso.